# 전쟁 권한 결의안
전쟁 권한 결의안(영어: War Powers Resolution 또는 1973년 전쟁 권한 결의안(War Powers Resolution of 1973) 또는 전쟁 권한법(War Powers Act))(50 U.S.C. ch. 33)은 미국 의회의 동의 없이 미국 대통령이 무력 충돌에 미국을 개입시키는 권한을 견제하기 위한 연방법이다. 이 결의안은 미국 의회 공동 결의안의 형태로 채택되었다. 이 결의안은 대통령이 미군을 의회의 "법적 승인" 또는 "미국, 그 영토 또는 소유물, 또는 미군에 대한 공격으로 발생한 국가 비상사태"의 경우에 해외 작전에 투입할 수 있도록 규정하고 있다.
이 법안은 위스콘신주 제4선거구를 대표하는 민주당 의원 클레멘트 자블로키가 발의했다. 이 법안은 초당적인 지지를 받았으며, 다수의 미국 재향군인들이 공동 발의자로 참여했다. 전쟁 권한 결의안은 대통령이 군사 행동에 군대를 투입한 후 48시간 이내에 의회에 통보하도록 요구하며, 의회의 군사력 사용 승인(AUMF) 또는 미국의 선전포고 없이는 무장 병력이 60일 이상, 그리고 추가 30일의 철수 기간을 초과하여 주둔하는 것을 금지한다. 이 결의안은 하원과 상원에서 각각 3분의 2의 찬성으로 통과되어 리처드 닉슨 대통령의 거부권을 무효화했다.
전쟁 권한 결의안이 과거에 위반되었다는 주장이 제기되었다. 그러나 의회는 그러한 모든 사건에 대해 반대했으며, 어떤 주장도 대통령에 대한 성공적인 법적 조치로 이어지지 않았다.

## 배경
미국 헌법에 따르면 전쟁 권한은 분할되어 있다. 제1조 제8절에 따라 의회는 다음 권한을 가진다.
- 선전포고
- 사략 특허장 부여 (즉, 민간인에게 적 선박 나포 허가)
- 육군 증강 및 지원 (한 번에 최장 2년)
- 해군 제공 및 유지
- 육군 및 해군 통치 및 규정 제정
- 민병대 소집 준비
- 육상 및 해상 노획물에 관한 규칙 제정
- 민병대의 조직, 무장 및 훈련 제공; 그리고
- 미국 복무에 고용될 수 있는 [민병대의] 해당 부분을 통치.

제8절은 또한 주가 다음 권한을 가진다고 규정한다.
- 민병대 장교 임명; 그리고
- 의회가 정한 규율에 따라 민병대 훈련.

제2조 제2절은 다음과 같이 규정한다.
- "대통령은 미합중국 육군과 해군의 총사령관이며, 여러 주의 민병대가 미합중국의 실질적인 복무에 소집될 때 그 총사령관이 된다."

총사령관 역할은 대통령에게 미국에 대한 공격을 격퇴할 권한을 부여하며 군대를 지휘할 책임을 지게 한다는 데 일반적으로 동의한다. 대통령은 선전포고와 같은 의회법에 서명하거나 거부할 권리가 있으며, 의회는 그러한 대통령의 거부권을 무효화할 수 있다. 또한 대통령의 행동(또는 부작위)이 적에게 "도움과 위로"를 제공하거나 미국에 대해 전쟁을 일으킬 경우, 의회는 대통령을 반역죄로 탄핵하고 해임(유죄 판결)할 권한을 가진다. 반역죄에 미치지 못하는 행동에 대해서는 "뇌물 수수 또는 기타 중대 범죄 및 비행"으로 대통령을 해임할 수 있으며, 이에 대한 정의는 대법원이 의회에 맡겼다. 따라서 전쟁 권한은 의회의 의사에 반하는 일방적인 행정부의 행동을 막고, 대통령의 의사에 반하는 입법 조치에 대해 초다수결을 요구하기 위해 의회와 행정부 사이에 의도적으로 분할되었다. 과거 대통령 행정부들은 의회의 승인 없이 미국을 분쟁에 개입시키고 미군 작전을 지휘했다. 프랭클린 루스벨트 대통령은 제2차 세계 대전 중 영국 해운 선박을 보호하도록 미 해군에 지시했으며 그린란드와 아이슬란드 점령을 명령하기도 했다.

## 역사

### 배경 및 통과
베트남 전쟁 동안 미국은 선전포고 없이 수년간 치열한 분쟁 상황에 휘말렸다. 많은 의원들은 미국이 전쟁이나 전쟁으로 이어질 수 있는 무력 사용에 언제 개입해야 할지 결정하는 의회 권한의 침식에 대해 우려하기 시작했다. 이는 닉슨 대통령이 의회에 통보하지 않고 베트남 전쟁 중 캄보디아 비밀 폭격을 수행했다는 뉴스가 유출된 것이 계기가 되었다. 전쟁 권한 결의안 법안은 전시 권한에 대한 특정 권리를 누가 가지는지에 대한 의회와 대통령직 사이의 경쟁이었다. 위원회 보고서에 따르면 "문제는 건국의 아버지들이 국가 정부의 전쟁 권한에 대해 의회와 대통령에게 부여한 동시 권한의 '황혼 지대'에 관한 것이다."
닉슨 대통령의 법안 반대는 제럴드 R. 포드 하원의원에 의해 언급되었는데, 그는 닉슨이 "위험하고 위헌적인 제한" 때문에 이 법안에 거부권을 행사할 것이라고 경고하는 대통령의 전보를 낭독했다. 전쟁 권한 결의안은 미국 하원과 미국 상원 모두에서 통과되었지만 리처드 닉슨 대통령에 의해 거부되었다. 각 의회에서 3분의 2의 표결로 의회는 거부권을 무효화하고 1973년 11월 7일 공동 결의안을 법으로 제정했다.

### 조항
의회의 선전포고가 없는 경우, 미군이 적대 행위에 투입되거나 상황상 임박한 적대 행위 개입이 명확히 예견되는 경우, 본 법에 따른 미군을 이용한 적대 행위는 48시간 이내에 대통령이 서면으로 하원의장과 상원 임시의장에게 보고해야 하며, 보고서에는 해당 적대 행위가 시작된 상황, 예상 범위 및 기간, 그리고 적대 행위 개시의 헌법적 및 입법적 권한에 대한 완전한 설명이 포함되어야 한다.
대통령은 미군이 더 이상 적대 행위에 참여하지 않거나 철수할 때까지 의회와 정기적으로 협의해야 한다. 보고서는 하원 외교위원회와 상원 외교위원회에 제출된다.

### 시행 (1993~2002)
전쟁 권한 결의안이 통과되면서 병력의 분쟁 지역 파병과 60일 초과 주둔 모두 의회의 사전 승인이 필요하게 되었다. 대통령은 이제 분쟁 기간 동안 의회와 정기적으로 협의해야 한다. 이 결의안은 의회의 역량을 재확립하는 데 있어서 매우 중요한 법안으로 간주된다. 대통령들은 전쟁 권한 결의안의 결과로 의회에 130건의 보고서를 제출했지만, 단 한 건(마야구에스 사건)만이 제4조 (a)(1)항을 인용하여 병력이 적대 행위 또는 임박한 위험에 투입되었음을 명시적으로 밝혔다.
의회는 다국적군 레바논 법(P.L. 98-119)에서 전쟁 권한 결의안을 발동했으며, 이 법은 미국 해병대가 1982년과 1983년 레바논 내전 동안 레바논에 18개월 동안 주둔하는 것을 승인했다. 또한 1991년 걸프 전쟁 중 이라크군에 대한 미국의 전투 작전을 승인한 1991년 이라크에 대한 군사력 사용 승인 결의안 (Pub.L. 102–1)은 전쟁 권한 결의안의 의미 내에서 구체적인 법적 승인을 구성한다고 명시했다.
레이건 행정부는 전쟁 권한 결의안의 합헌성과 효율성에 대해 광범위한 유보를 표명했다. 국무부 법률 고문 아브라함 소페르(Abraham Sofaer)는 WPR의 기한이 "미국 국가 안보 이익을 위해 미군을 배치할 대통령 권한에 현명하지 못한 제한을 가한다"고 주장했으며, "대통령의 헌법적 권한은 어떠한 경우에도 법률에 의해 부당하게 침해될 수 없다"고 주장했다. 더 구체적으로, 행정부는 이 결의안이 대테러 작전에 적용되어서는 안 된다는 점을 명확히 하려고 했으며, 소페르에 따르면 이러한 무력 사용은 "국내 상황에서 정책에 의한 법 집행 활동에 더 가깝지, 국가 간의 '적대 행위'에는 해당하지 않는다."
1993년 11월 9일, 하원은 전쟁 권한 결의안의 한 조항을 사용하여 미군이 1994년 3월 31일까지 소말리아에서 철수해야 한다고 명시했다. 의회는 이미 이 조치를 세출 법안에서 취한 바 있다. 더 최근에는 클린턴 대통령 재임 중 구 유고슬라비아, 보스니아, 코소보, 이라크, 그리고 아이티에서 전쟁 권한 문제가 쟁점이 되었고, 조지 W. 부시 대통령 재임 중에는 2001년 9월 11일 테러 공격에 대응하는 데 문제가 되었다. "[I]n 1999년, 클린턴 대통령은 코소보 폭격 캠페인을 60일 기한이 지난 후에도 2주 이상 지속했다. 그러나 그때에도 클린턴 법률팀은 의회가 작전 자금을 지원하는 법안을 승인했으므로 자신들의 행동이 전쟁 권한 결의안과 일치한다고 판단했는데, 이는 암묵적 승인으로 간주될 수 있다고 주장했다. 이 이론은 전쟁 권한 결의안이 그러한 자금 지원이 승인을 구성하지 않는다고 명시적으로 언급하고 있기 때문에 논란의 여지가 있었다." 클린턴의 코소보에서의 행동은 D.C. 순회 법원의 캠벨 대 클린턴 사건에서 전쟁 권한 결의안 위반으로 의원들에 의해 이의가 제기되었지만, 법원은 이 문제를 재판 불가능한 정치적 문제로 판단했다. 또한 클린턴이 필요한 90일 기한보다 12일 전에 해당 지역에서 철수했기 때문에 그는 해당 법을 준수했다고 받아들여졌다.
1991년 걸프 전쟁 이후, 유엔 결의안 준수를 얻기 위한 무력 사용, 특히 이라크 비행금지구역 집행을 통한 무력 사용은 전쟁 권한 문제로 남아 있었다. 2002년 10월 의회는 2002년 이라크에 대한 군사력 사용 승인 Pub.L. 107–243 제정을 제정했는데, 이는 조지 W. 부시 대통령이 미국을 이라크로부터 방어하고 관련 유엔 안전보장이사회 결의안을 집행하는 데 필요한 무력을 사용할 수 있도록 승인했다. 이는 2001년 군사력 사용 승인 외에 추가된 것이었다.

### 리비아 (2011)
힐러리 클린턴 국무장관은 2011년 3월 의회에서 오바마 행정부가 리비아 군사 개입이나 그에 대한 추가 결정에 대해 의회 승인이 필요하지 않다고 증언했으며, 이는 행정부가 전쟁 권한 결의안을 위반하고 있다는 양당 의원들의 반대에도 불구하고였다. 기밀 브리핑에서 그녀는 행정부가 무단 군사 작전에 대한 60일 제한 조항을 무시할 것이라고 시사한 것으로 알려졌다. 몇 달 후, 그녀는 리비아 군사 작전과 관련하여 미국이 여전히 출격 비행의 4분의 1을 수행하고 있다고 진술했으며, 뉴욕 타임스는 많은 대통령들이 전쟁 권한 결의안의 다른 조항들을 우회했지만, 무단 군사 작전에 대한 60일 법정 제한을 초과하는 선례는 거의 없었으며, 이 제한은 법무부가 1980년에 합헌이라고 말한 바 있다고 보도했다. 국무부는 2011년 6월 리비아에는 전쟁 권한 결의안의 의미에 해당하는 "적대 행위"가 없다는 입장을 공개적으로 취했는데, 이는 미국 국방부와 법무부 법률자문실의 2011년 법적 해석과는 상반되는 것이었다.
2011년 5월 20일은 리비아 미군 전투의 60일째 되는 날이었지만 (유엔 결의안의 일환으로) 오바마 대통령은 미국 의회의 특별 승인을 구하지 않고 기한이 도래했다. 오바마 대통령은 미군 지휘권이 NATO로 이양되었고, 미군 개입이 다소 "제한적"이었기 때문에 승인이 필요 없다고 의회에 통보했다. 실제로 2011년 4월 28일 기준으로 미국은 전체 공중 급유 출격의 75%, 작전 정보, 감시, 정찰의 70%, 그리고 작전에 사용된 전체 항공기의 24%를 담당했다. 9월까지 미국은 전체 군사 출격의 26%를 수행하여 다른 NATO 국가들보다 오디세이 새벽 작전에 더 많은 자원을 기여했다. 국무부는 명시적인 의회 승인을 요청했지만 (받지 못했다).
2011년 6월 3일 금요일, 미국 하원은 오바마 대통령이 리비아 나토 작전에 미국 병력을 유지한 것을 전쟁 권한 결의안 위반으로 간주하며 오바마 대통령을 질책하는 투표를 했다. 예일대 법학과 교수 브루스 애커먼은 오바마의 입장이 "확고한 법적 근거가 부족하다. 그리고 이를 채택함으로써 백악관은 지난 75년간 법치주의를 유지하기 위해 행정부가 발전시켜 온 전통적인 법적 절차를 파괴했다"고 말했다.

### 시리아 (2012~2017)
2012년 말 또는 2013년 초, 버락 오바마 미국 대통령의 지시에 따라 중앙정보국 (CIA)은 바샤르 알아사드 시리아 대통령에 대항하여 싸우는 반군을 무장 및 훈련시키는 비밀 프로그램인 팀버 시카모어를 담당하게 되었으며, 국무부는 자유 시리아군에 비살상 지원을 제공했다. 2013년 8월 21일 구타 화학무기 공격을 포함하여 여러 차례 시리아 내전에서 화학 무기 사용이 있은 후, 오바마는 시리아에 군사력을 사용할 승인을 의회에 요청했으나 의회는 이를 거부했다. 대신 의회는 국방장관이 "...적절하게 심사된 시리아 반군 및 기타 적절하게 심사된 시리아 단체 및 개인에게 훈련, 장비, 보급품 및 지원을 포함한 지원을 제공하도록..." 승인하는 법안을 통과시켰다. 이 법안은 미군 병력이나 기타 미군이 적대 행위에 투입되는 것을 명시적으로 금지했다. 이 법안은 다음과 같이 명시했다: "이 조항의 어떤 내용도 미군이 적대 행위 또는 상황상 적대 행위가 명확히 예견되는 상황에 투입되는 것에 대한 구체적인 법적 승인을 구성하는 것으로 해석되어서는 안 된다."
이 금지에도 불구하고 오바마, 그리고 나중에 도널드 트럼프 미국 대통령은 지상군을 시리아에 투입했고, 미국은 이 나라에 완전히 개입했지만, 이 병력은 주로 연합군 훈련을 위한 것이었다. 2017년 4월 6일, 미국은 시리아의 화학 무기 사용 혐의에 대한 대응으로 시리아의 샤이라트 공군 기지에 BGM-109 토마호크 미사일 59발을 발사했다. 헌법 학자이자 법학 교수인 스티븐 블라덱은 이번 공격이 전쟁 권한 결의안을 잠재적으로 위반했다고 지적했다.

### 예멘 (2018~2019)
2018년, 버니 샌더스 상원 의원 (버몬트주 무소속), 크리스 머피 (민주당–코네티컷주), 그리고 마이크 리 (공화당–유타주) 상원 의원은 전쟁 권한 결의안을 발동하고 사우디 주도의 예멘 군사 개입에 대한 미국의 지원을 중단하는 법안을 발의했다. 이 개입은 수천 명의 민간인 사상자를 냈으며 "수백만 명이 기아와 질병으로 고통받고 있다."
샌더스는 2018년 2월 제115회 미국 의회에 이 법안을 처음 제출했지만, 상원은 2018년 3월에 이 안건을 상정하지 않기로 투표했다. 2018년 10월 자말 카슈끄지 암살 사건 이후 법안에 대한 관심이 높아졌고, 상원은 또한 사우디 왕세자 무함마드 빈 살만을 카슈끄지 살해에 책임이 있다고 결의하는 결의안을 승인했다. 상원은 2018년 12월 전쟁 권한 결의안을 발동하기 위해 56대 41로 투표했다. 그러나 하원은 제115회 의회 종료 전까지 이 결의안에 대해 투표하지 않았다.
이 법안은 2019년 1월 제116회 미국 의회에 제출되었고, 샌더스는 2019년 3월 13일에 투표가 진행될 것이라고 발표했다. 이 법안은 상원에서 54대 46으로 승인되었고, 하원에서는 247대 175로 승인되었다.
이 법안은 2019년 4월 16일 트럼프 대통령에 의해 거부되었다. 2019년 5월 2일, 상원은 거부권을 무효화하기 위한 3분의 2 찬성표에 도달하지 못했다.

### 이란 (2020)
2020년 1월 4일, 백악관은 하루 전 이란군 총사령관 가셈 솔레이마니에 대한 치명적인 드론 공격을 감행했다고 공식적으로 의회에 통보했다. 낸시 펠로시 하원의장은 전체 문서가 기밀로 분류되어 있으며, "답변보다 더 많은 질문을 제기한다"고 말했다. 미치 매코넬 상원 원내대표는 모든 상원의원을 대상으로 기밀 브리핑을 준비할 것이라고 말했다.
팀 케인 상원의원 (민주당–버지니아주)은 이미 미군 또는 정부의 어떤 부서도 이란에 대한 적대 행위를 사용하지 못하도록 하는 결의안을 제출한 바 있었다. 버니 샌더스 상원의원 (무소속–버몬트주)과 로 칸나 하원의원 (민주당–캘리포니아주)은 역시 1월 3일에 반자금 지원 결의안을 제출했다.
트럼프 행정부는 가셈 솔레이마니에 대한 공격이 2002년 군사력 사용 승인 (AUMF) 결의안에 따라 전쟁 권한 결의안에 따라 수행되었다고 밝혔다. AUMF를 무한한 분쟁에 사용하는 것의 합법성은 논쟁의 대상이 되어왔다.
2020년 2월 13일, 상원은 55대 45로 유사한 법적 구속력 있는 특권 결의안을 통과시켰다. 민주당이 장악한 하원은 2020년 3월 11일에 이를 통과시켰다. 트럼프는 2020년 5월 6일 이 결의안에 거부권을 행사하며, 이 결의안이 "대통령의 군사력 사용에 대한 헌법적 권한이 미국 및 미군의 임박한 공격에 대한 방어로 제한된다는 것을 잘못 암시한다"고 밝혔다. 케인은 트럼프의 거부권이 "끝없는 전쟁"과 "중동에서의 불필요한 전쟁"을 가능하게 할 수 있다고 말했다. 상원은 다음 날 거부권을 무효화하려 시도했다. 무효화를 위해서는 최소 67표가 필요했지만, 49대 44로 실패했다.

### 이란 (2025)
제2차 트럼프 행정부의 이란에 대한 위협이 고조되자, 하원의 로 칸나와 토머스 매시, 상원의 팀 케인은 이란에 대한 미국군의 개입에 의회의 승인을 요구하는 결의안을 제출했다.
버니 샌더스 상원의원은 "의회의 명시적인 승인 없이 이란 내 또는 이란에 대한 군사력 사용에 연방 자금 사용을 금지"하는 '이란에 대한 전쟁 금지법'을 발의했다. 공동 발의자로는 버몬트주의 피터 웰치, 매사추세츠주의 엘리자베스 워렌, 오리건주의 제프 머클리, 메릴랜드주의 크리스 밴 홀렌, 매사추세츠주의 에드 마키, 위스콘신주의 태미 볼드윈, 미네소타주의 티나 스미스 등 민주당 상원의원들이 포함되었다.

## 합헌성에 대한 의문
전쟁 권한 결의안은 통과된 이래로 논란이 되어왔다. 이 결의안을 통과시키면서 의회는 그 권한에 대해 구체적으로 필요적절조항을 인용했다. 필요적절조항에 따르면, 의회는 그 자신의 권한뿐만 아니라 미국 정부 또는 그 어떤 부서나 공무원에 의해 헌법에 부여된 다른 모든 권한을 실행하는 데 필요하고 적절한 모든 법률을 제정할 권한을 가진다고 명시적으로 규정되어 있다.
전쟁 권한 결의안이 총사령관으로서 대통령의 권한에 가하는 제약이 헌법과 일치하는지에 대한 논란이 있다. 따라서 대통령들은 대통령의 입장에서는 결의안이 위헌이라는 점을 고려하여, 대통령에게 요구되는 의회 보고서를 "전쟁 권한 결의안에 따라"가 아니라 "전쟁 권한 결의안과 일치하게" 작성해 왔다.
필립 보빗이 주장하는 전쟁 권한 결의안의 위헌성에 대한 한 주장은 "선전포고 권한은 열거된 권한이 아니다"와 "'선언'하는 것이 전쟁을 '시작'하는 것이라는 개념은 '현대적 텍스트 선입견'이다"라고 주장한다. 보빗은 헌법 제정자들이 미국이 전쟁에 참여하는 방식은 법적 승인을 통해서라고 믿었으며, '선언'은 총력전만을 위한 것이었다고 주장한다. 이는 프랑스와의 유사전쟁 (1798–1800)의 역사에서 드러난다. 일반적으로 헌법적 권한은 "분리되기보다는 '연결되고 순서가 정해져 있으며'", 군대에 대한 의회의 통제는 세출에 의해 "구조화"되며, 대통령은 지휘한다. 따라서 선전포고 행위가 숭배되어서는 안 된다. 보빗은 또한 "민주주의는 ... 비밀 정책을 용인할 수 없다"고 주장하는데, 이는 정부 행동의 정당성을 훼손하기 때문이다.
두 번째 주장은 "권력 분립" 원칙 위반 가능성과 결의안이 입법부와 행정부 기능 간의 균형을 변화시키는지에 관한 것이다.
이러한 종류의 헌법적 논쟁은 앤드루 존슨 대통령 시절의 1867년 임기법과 유사하다. 그 이전 사례에서는 의회가 (대통령의 거부권을 무시하고) 대통령이 내각 구성원 및 다른 행정부 공무원 해임을 위해 의회의 승인을 받도록 요구하는 법을 통과시켰다. 이 법은 1926년이 되어서야 미국 대법원에 의해 위헌으로 선언되었다. 앤드루 존슨이 이 법을 위반했을 때, 미국 하원은 그를 탄핵했다. 상원에서 그를 해임하려는 조치는 탄핵 재판 중 단 한 표 차이로 실패했다.
여기서 권력 분립 문제는 전쟁 권한 결의안의 의회 승인 및 대통령의 의회 보고 요구 사항이 제1조와 제2조에 설정된 헌법적 균형, 즉 의회가 "선전포고", "육해군 통치 및 규정 제정"(제1조 제8절)에 대한 유일한 권한과 동일한 군대에 대한 자금 통제 권한을 명시적으로 부여받는 반면, 행정부는 총사령관으로서 고유한 권한을 가진다는 점을 변경하는지 여부이다. 이 주장은 다른 법률에 의해 다른 행정부 공무원 및 기관에 부과되는 다른 보고 요구 사항이나 제1조 제8절의 의회에 "육해군 통치 및 규정 제정" 권한을 명시적으로 부여하는 조항을 다루지 않는다.
헌법은 의회가 "해군을 제공하고 유지할" 권한을 가진다고 명시적으로 명시한다(제1조 제8절). 해군의 "유지"라는 개념은 해군 병력이 국방의 영구적인 요소가 될 것임을 암시한다. 헌법(제1조 제8절)에 의해 두 가지 유형의 육군 병력이 설명된다: 의회가 "소집"하고 "조직, 무장 및 훈련"을 규정할 수 있는 민병대(지역 방어 병력 및 주 자원병 연대로 조직된 무장 시민)는 의회가 1792년 민병대법에서 그렇게 한 것과 같다. 그리고 의회가 정규 세출법을 통해 2년 이내로 제한하여 "증강하고 지원할" 수 있는 육군. 이러한 구분은 미국 독립 전쟁이 어떻게 싸웠는지, 즉 대륙회의에 의해 증강되고 지원된 대륙육군과 개별 식민지에 의해 증강된 지역 민병대 및 자원병 연대와 일치한다. 전쟁 후, 연합 규약 아래에서 소규모 상비군인 미합중국 제1연대가 증강되었고 의회에 의해 시간이 지남에 따라 점차 규모가 증가한 후, 헌법 비준 후 정규군으로 전환되었다. 상비군이 존재하고 미국 대통령이 "총사령관"으로 승인되었다는 것은 그가 헌법을 수호하겠다는 맹세를 이행하는 데 필요한 병력을 운용할 군사령관으로서의 능력을 의미한다.
바이런 R. 화이트 대법관이 INS 대 채드하 판결에서 논의한, "전쟁 권한 결의안의 핵심 조항"인 50 U.S.C. 1544(c)가 부적절한 입법 거부권을 구성하는지 여부에 대한 미해결 법적 질문도 있다. (채드하, 462 U.S. 919, 971 참조.) 해당 섹션 1544(c)는 "의회가 동시 결의안으로 지시하는 경우 대통령은 해당 병력을 철수해야 한다"고 명시한다. 화이트 대법관은 채드하 판결에 대한 자신의 반대 의견에서, 채드하 판결에 따르면 1544(c)가 제시 조항 위반이 될 것이라고 주장한다. 채드하 판결의 다수 의견은 이 문제를 해결하지 않는다. 화이트 대법관은 자신의 반대 의견에서 해당 섹션이 제1조 제8절에 따른 "육해군 통치 및 규정 제정"이라는 의회의 고유한 권한에 속하는지 여부를 다루거나 평가하지 않는다. 채드하 판결 이후 동시 결의안의 합헌성에 대한 주장은 전쟁 권한 결의안이 대통령에게 입법 권한을 위임하지 않으며, 채드하 판결은 의회가 그 권한의 위임을 철회하려고 할 때만 적용된다는 것이다.
2018년 6월 6일, 미국 상원 국토안보 및 정부 업무 위원회 산하 연방 지출 감독 및 비상 관리 소위원회에서 전쟁 권한과 무단 군사 개입이 연방 지출에 미치는 영향에 대한 청문회가 열렸다. 소위원회에서 증언한 증인들은 법학 교수 앤드루 나폴리타노와 조너선 털리, 그리고 ACLU의 크리스토퍼 앤더스였다.